# نظرية الانتشار في علم الاجتماع
نظرية الانتشار في علم الاجتماع هي دراسة انتشار المبتكرات في المجموعات والمنظمات الاجتماعية. شهد الموضوع نموًا سريعًا منذ تسعينيات القرن المنصرم، ما يعكس الفضول حول عمليات التغير الاجتماعي التي «يغذيها الاهتمام بالنقاشات المؤسساتية وبالتحليل الشبكي والديناميكي». تستخدم النظرية دراسة حالة حول نمو الحوسبة التجارية لشرح الآليات المختلفة للانتشار.

## مفهوم الانتشار
في كتاب نُشر عام 1962، بعنوان انتشار المبتكرات، عرف إيفرت روجرز الانتشار الاجتماعي للمبتكرات بأنه عملية في النظام الاجتماعي تنتشر فيها فكرة مبتكرة أو مفهوم بواسطة أفراد من مجموعة اجتماعية عبر قنوات معينة. يحدد روجرز أربعة عناصر تؤثر على سرعة انتشار الفكرة الجديدة:
- الابتكار بحد ذاته
- أنواع قنوات الاتصال المستخدمة
- مقدار الوقت الذي تتعرض فيه المجموعة الاجتماعية للابتكار
- طبيعة المجموعة الاجتماعية

في دراسة أجراها سوري وفاركوهار، أوضح الباحثان أن نظرية الانتشار تستخدم في مهن تتراوح من التسويق إلى الزراعة بهدف ضمان أن تتبنى المجموعة الاجتماعية المنتجات والأفكار والتقنيات الجديدة. لمفهوم الانتشار أهمية خاصة في مجال التسويق، إذ يؤثر على نجاح أو فشل الإعلانات والمنتجات الجديدة. يساعد فهم هذه النظرية المسوقين في التأثير على الطريقة التي يتلقى بها الناس أي ابتكار.
تعتمد سرعة انتشار الابتكار بين مجموعة من الناس على مدى استحسان الناس للفكرة التي يتلقونها. الابتكارات التي لا تتوافق مع التقنيات الحالية لا تُقبل أو تنتشر بشكل جيد بين أفراد المجموعة. البنى الاجتماعية مصممة بطبيعتها في هيئة هرمية؛ وبالتالي، تتبع الأفكار المختلفة طرقًا أو مدارات مختلفة في تلك البنية الهرمية، تبعًا لنوع ومصدر الابتكار.
نتج من دراسة انتشار المبتكرات تقدم في الوعي حول ثلاثة جوانب مهمة من التغيير الاجتماعي: صفات الابتكار التي تؤدي إلى نجاح الانتشار، وتأثير التواصل بين الأقران والمحادثات فيما يتعلق بنشر الأفكار، وأهمية مختلف «قطاعات المستخدمين» (روبنسون). تختلف نظرية انتشار المبتكرات عن نظريات أخرى حول عمليات التغيير إذ أن معظم التغييرات هي تحسين أو «تجديد» لمنتج أو تقنية موجودة مسبقًا. يدرك أعضاء المجموعة هذه التغييرات عمومًا لأنها تكون عادةً أكثر انسجامًا مع قيم واحتياجات المجموعة.
توجد خمس صفات مهمة تساعد في نجاح أو فشل المبتكرات. أولًا، المزايا النسبية؛ أي ما إن كان الابتكار الجديد يتفوق على الأفكار الحالية المماثلة في مستوى الرضا والراحة. ثانيًا، توافق الفكرة الجديدة مع احتياجات وممارسات أفراد المجموعة. ثالثًا، بساطة الابتكار: كلما كان الابتكار أبسط، تبنى الأفراد المفهوم بسرعة أكبر. رابعًا، «قابلية التجربة» أي إمكانية اختبار الابتكار دون التزام مدةً من الزمن. يثير الابتكار الذي يمكن تجربته قدرًا أقل من الشك عند أفراد المجموعة التي ستجربه. أخيرًا، وجود نتائج يمكن ملاحظتها عند استخدام الابتكار. كلما كانت النتائج الإيجابية واضحة، زاد احتمال تبني الابتكار بشكل دائم في المجموعة.